# Belgische Häfen
Die belgischen Häfen spielen eine wichtige Rolle im europäischen Import/Export. Wegen ihrer Lage nahe der nordeuropäischen Wirtschaftszentren findet man in Belgien einige der größten Häfen Europas. Der Seehafen von Antwerpen ist mit einem Handelsvolumen von 167,4 Millionen Tonnen im Jahr 2006 hinter dem Hafen von Rotterdam der zweitgrößte Europas und einer der größten der Welt. Der Hafen Zeebrugge ist einer der wichtigsten europäische Häfen für den RoRo-Verkehr (von engl. Roll on Roll off) und für Erdgas sowie einer der größten Häfen der Welt für die Automobilindustrie. Der Binnenhafen von Lüttich ist mit 14,2 Millionen Tonnen hinter dem Duisburger Binnenhafen und dem Binnenhafen von Paris der drittgrößte europäische Binnenhafen.
siehe auch Große europäische Seehäfen, Liste von Seehäfen
Belgien hat mit 1500 Kilometer Wasserwegen eines der dichtesten Wasserwegnetze Europas (30.000 km). Jährlich werden über die Belgischen Wasserwege über 100 Millionen Tonnen verschifft. 45 Millionen Tonnen davon fallen auf Wallonien.

## Seehäfen
Die belgischen Seehäfen im Vergleich.
| Hafen von | Internet Link | Cargo (Mio. Tonnen) | Cargo (Mio. Tonnen) Binnenverkehr | Container (1000 TEU) | Stand |
| Antwerpen |               | 214 (+2,6 %)        | ?                                 | 10.056 (+4,2 %)      | 2016  |
| Zeebrugge |               | 38,3                | ?                                 | 1500                 | 2015  |
| Gent      |               | 26,4                | 20,1                              | 63                   | 2015  |
| Ostende   |               | 1,3                 | ?                                 | ?                    | 2015  |
| Total     |               | 274,4               |                                   | 9700                 | 2009  |

## Binnenhäfen
Die belgischen Binnenhäfen im Vergleich.
| Hafen von   | Internet Link | Cargo(a) Mio. t | Gesamtumschlag(b) Mio. t | Stand |
| ----------- | ------------- | --------------- | ------------------------ | ----- |
| Lüttich     |               | 15,8            | 21,2                     | 2007  |
| Brüssel     |               | 7,5             |                          | 2005  |
| La Louvière |               | 5               |                          | 2006  |
| Namur       |               | 3,5             |                          | 2003  |
| Charleroi   |               | 2,7             | 7                        | 2006  |

(a) Cargoangaben betreffen den wasserseitigen Warenumschlag

(b) Gesamtumschlag inklusiv Eisenbahn- und Lkw-Umschlag

## Marinas
- Marina von Nieuwpoort (nl: VVW Nieuwpoort vzw * EURO-Jachthaven), einer der größten Marinas Westeuropas, http://www.vvwnieuwpoort.be/